# Mariegade (Flensborg)
Mariegade (dansk) eller Marienstraße (tysk) er en sidegade til Nørregade / Storegade i den indre by i Flensborg. Gaden er knap 300 meter lang og fører op til byparken på byens vestlige højdedrag. I 1700- og 1800-tallet førte gaden op til byens vestlige bymark. Deraf stammer også navnet Nørre Kogangsgade.
Gaden er præget af en del borgerhuse fra 1700-tallet. I Mariegaden ligger også byen danske teater og romhuset Johannsen. Frem til 2006 var gaden hjemsted for et dansk fritidshjem (Mariegades Fritidshjem). Ved husnumrene 18 og 23 lå der tidligere Kogangsporten fra 1609/1610. Byporten blev dog revet ned i 1823.